# قناة فالوب
قَنَاةُ فَالُوب أو قَنَاةُ الرَّحِمِ أو البُوقُ أو أنبوب التبويض أو البُوقُ الرَّحِمِيُّ (بالإنجليزية: Fallopian tube)‏ قناة زوجية -أي يوجد واحدة منها في كل جانب-، سميت باسمها نسبة إلى مكتشفها الإيطالي غابرييلي فالوبيو، الذي اشتهر باسمه اللاتيني فآلُّوْپْيُس. والقناة عبارة عن أنبوب يصل بين المبيض والرحم، يبدأ طرفه الواسع من جهة المبيض، حيث يحتوي هذا الطرف على أهداب تساعد على حركة البويضات إلى داخل القناة، بينما يفتح طرفه الضيق في الرحم من جهته العليا. يبلغ طول قناة فالوب حوالي 12سم، ووظيفتها نقل البويضات من المبيض إلى الرحم. ويتم إخصاب البويضات من قِبَل الحيوانات المنوية في هذه القناة. وفي الفقاريات من غير الثدييات، تسمى الهياكل المماثلة بقنوات البيض.

## التركيب
تسمح قناة فالوب في جسم المرأة بمرور البويضات من المبيض إلى الرحم. وتتكون من أجزاء مختلفة هي (من الناحية الوحشية إلى الإنسية): القُمع مع خَمَل البوق المرتبط به بالقرب من المبيض، وأمبولة أنبوب الرحم التي تمثل الجزء الأكبر من جزء الأنبوب الوحشي، والبرزخ الذي يمثل الجزء الأضيق من الأنبوب والذي يتصل بالرحم، ووالجزء البيني الذي يعترض عضلات الرحم. الفوهة هي النقطة التي تلتقي فيها القناة البوقية بتجويف البريتوني، في حين أن فتحة الرحم من أنبوب فالوب هي المدخل إلى جوف الرحم.

### أجزاء
تتكون كل قناة من أربعة أجزاء: من داخل فتحة القمع القريبة الجزء الداخلي أو الخلالّي، الذي يرتبط بالبرزخ الضيق، يتصل البرزخ بالأمبولة الأكبر، التي تتصل مع القمع وخَمَلُ المرتبطة بها التي تفتح في فتحة القمع البعيدة.

### الجزء الداخلي
الجزء الداخلي أو الجزء الخلالي من قناة فالوب يقع في عضل الرحم، الجدار العضلي للرحم. هذا هو أضيق جزء من القناة الذي يعبر جدار الرحم للاتصال مع البرزخ. الجزء الداخلي للجدران عرضه 0.7 مم وطوله 1 سم.

### برزخ
يربط البرزخ الضيق القناة بالرحم، ويتصل بالأمبولة. البرزخ هو جزء عضلي مستدير وثابت من القناة. يبلغ عرض البرزخ 1-5 مليمترًا وطوله 3 سنتيمترات. يحتوي البرزخ على عدد كبير من الخلايا الإفرازية.

### أمبولة
الأمبولة (1) هي الجزء الرئيسي من قناة فالوب. الأمبولة هي أوسع جزء من قناة فالوب ويبلغ قطرها التَجويفيّ الأقطى 1 سنتيمترًا، وطوله 5 سنتيمترًا. ينحني فوق المبيض، وهو الموقع الرئيسي للإخصاب. تحتوي الأمبولة على عدد كبير من الخلايا الظهارية المهدبة. وهي رقيقة الجدران بسطح لامعة مطوي كثيرًا، ويفتح في القمع.

### القمع
يمتد القمع في تجويف البطن عند أقصى فتحة البوق ويستقر فوق المِبيض. معظم الخلايا هنا هي خلايا الظهارية مهدبة. الفتحة محاطة بالخمل (بالإنجليزية: fimbriae) وهي الأنسجة الهامِشية المُحيطة بِفوهة أنبوب الرحم في اتجاه المِبيض. لا يِتصل المِبيض مَع أنبوب الرَحم المُجاور لَه بِشكل مُباشر، لِذلك عندَ قُرب حُدوث عملية الإباضة فإن الهِرمونات التَناسُلية تَعمل على تَنشيط خُمل البوق، التي تَقوم بِدورها بِنفخ وتضخيم المِبيض بواسطة الدَم وَتحريكه حركة واسعة، وِعندما تتحرر الخَلية البُيضية من المِبيض باتجاه تَجويف الصِفاق فإن الأهداب والخمل تعمل على تحريكها باتجاه أنبوب الرحم. هُناك خملة واحدة من الخمل، تَكون طَويلة بما فيه الكِفاية للوصول إلى المِبيض، وتُسمى بِـالخَمَلُ المبيضي (fimbria ovarica)

### علم الانسجة

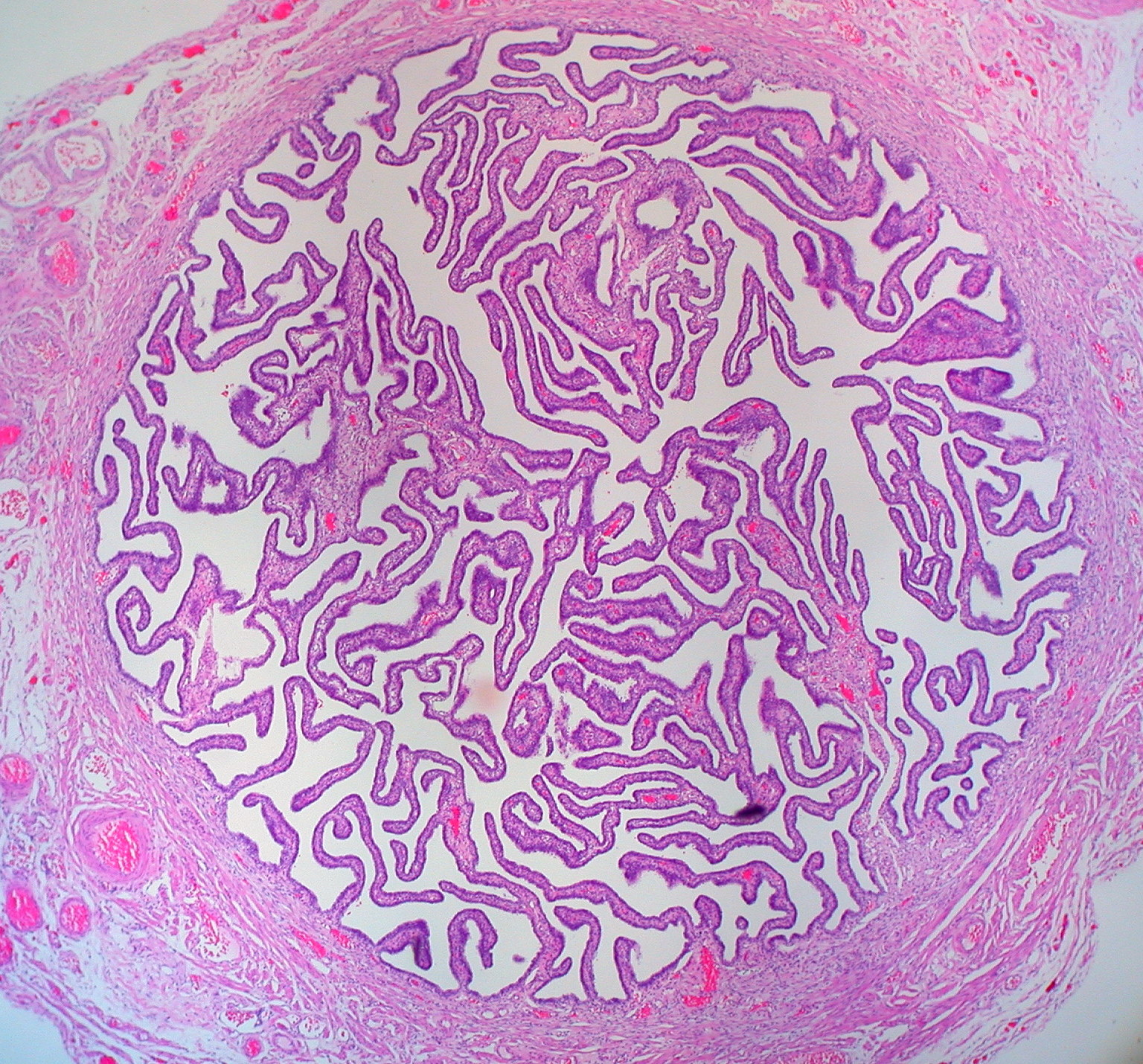
منظر مجهري بالصبغة لأنبوب فالوب

يُظهر المقطع العرضي من أنبوب فالوب أربع طبقات متميزة: المصلية، وتحت المصلية، والصفيحة المخصوصة، والطبقة المخاطية العميقة. الطبقة المصلية مشتقة من البريتون الحشوي. بينما تتكون تحت المصلية من الأنسجة البرانية اللينة، والأوعية الدموية واللمفاوية، والعضلات الملساء الخارجية الطولية والداخلية الدائرية. هذه الطبقة هي المسؤولة عن الحركة الدودية لأنابيب فالوب. الصفيحة المخصوصة هي النسيج الضام الوعائي. هناك نوعان من الخلايا داخل الظهارة العمودية البسيطة لأنبوب فالوب (قناة البيض). حيث تسود الخلايا المهدبة في جميع أنحاء الأنبوب، ولكنها أكثر عددا في القُمع والأمبولة. ويزيد الإستروجين من إنتاج الأهداب على هذه الخلايا. كما تتخلل خلايا وتدية بين الخلايا مهدبة، والتي تحتوي على حبيبات قمية، وتنتج السائل الأنبوبي. ويحتوي هذا السائل على العناصر الغذائية للحيوانات المنوية، والبويضات، والبويضات المخصبة. كما تعمل الإفرازات على تعزيز قدرة الحيوانات المنوية عن طريق إزالة البروتينات السكرية وغيرها من الجزيئات من غشاء البلازما للحيوانات المنوية. يزيد البروجسترون من عدد خلايا الوتد، في حين أن هرمون الاستروجين يزيد من ارتفاعها ونشاطها الإفرازي. ويتدفق السائل البوقي عكس عمل الأهداب نحو النهاية القُمعية.
في ضوء التباين الطولي في السمات النسيجية للأنبوب، يكون لدى البرزخ طبقة عضلية سميكة وطيات مخاطية بسيطة. بينما تحتوي الأمبولة على طيات مخاطية مركبة.

## الوظيفة

### التخصيب
عندما تتطور البويضة في المبيض، يتم تغليفها بتجمع كروي من الخلايا المعروفة باسم بجريب المبيض. وفقط قبل التبويض، تكمل البويضة الأولية الانقسام الاختزالي الأول لتشكيل الجسم القطبي الأول والبويضة الثانوية، التي تتوقف في الطورية من الانقسام الاختزالي الثاني، ثم يتم إباضة هذه البويضة الثانوية. يتمزق الجريب وجدار المبيض، مما يسمح بإباضة البويضة الثانوية. يتم التقاط البويضة الثانوية من قِبَل خمل البوق، وتمر إلى أمبولة أنبوب الرحم حيث يتم الالتقاء بالحيوانات المنوية وحدوث التخصيب، ويتم اكتمال الانقسام الاختزالي الثاني. وتسافر البويضة المخصبة نحو الرحم بمساعدة نشاط أهداب الأنبوب ونشاط العضلات البوقية. يتطلب الجنين المبكر تطور حساس في أنبوب فالوب. وبعد حوالي خمسة أيام، يدخل الجنين الجديد تجويف الرحم. وعند اليوم السادس تقريبا يُزرع على جدار الرحم.
لا يتم تناوب إطلاق البويضة بين المبيضين، ولكنه يكون عشوائيا. بعد إزالة المبيض، ينتج المبيض الباقي بويضة كل شهر.
أحيانا يُزرع الجنين في أنبوب فالوب بدلا من الرحم، مما ينتج حمل خارج الرحم، والمعروف باسم «الحمل البوقي».

## الأهمية السريرية

### اختبار السالكية
في حين أن الاختبار الكامل لوظائف الأنابيب في المرضى الذين يعانون من العقم غير ممكن، فإن اختبار سالكية البوق مهم؛ وذلك لأن انسداد الأنبوب هو سبب رئيسي للعقم. وسوف يثبت تصوير الرحم بالصبغة، أو تنظير البطن والصبغة، أو التصوير المتباين للرحم بالأشعة فوق الصوتية أن الأنابيب مفتوحة. كما يعتبر نفخ البوق إجراء قياسي لاختبار السالكية. وقد يتم فحص حالة الأنابيب أثناء الجراحة، وحقن صبغة مثل أزرق الميثيلين في الرحم لتمر من خلال الأنابيب في حالة انسداد عنق الرحم. كما يرتبط مرض البوق في كثير من الأحيان بعدوى الكلاميديا، وأصبح اختبار الأجسام المضادة للكلاميديا وسيلة فحص فعالة بالنسبة لتكلفتها لعلم الأمراض البوقي.

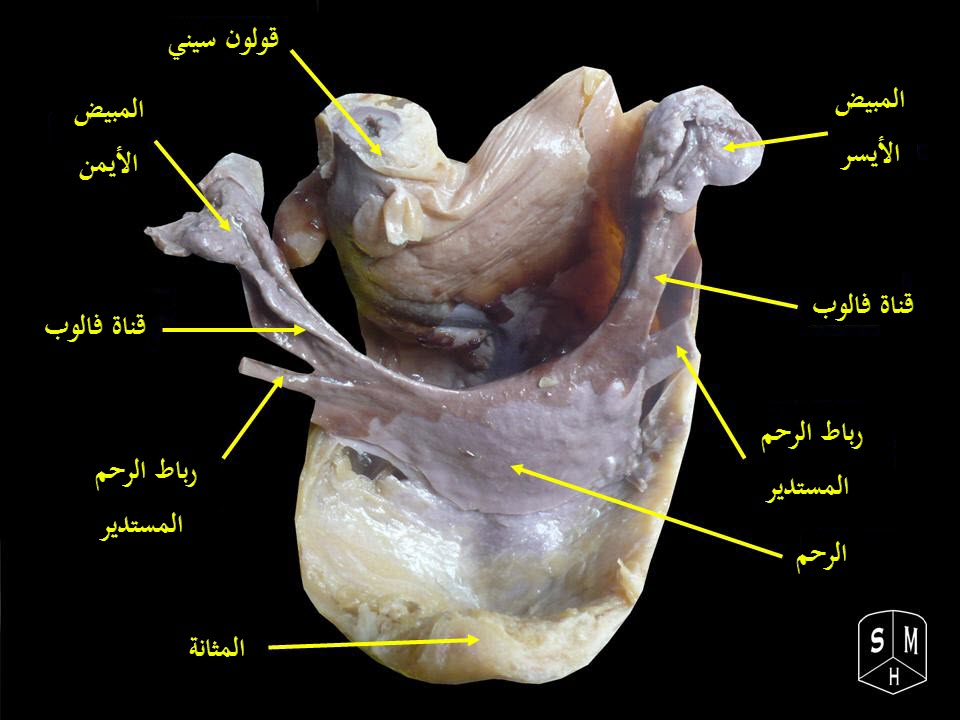
صُورة تُظهر قناة فالوب

### الالتهاب
التهاب البوق هو التهاب أنابيب فالوب، ويمكن العثور عليه وحده، أو قد يكون عنصرا من مرض التهاب الحوض. ويُعرف التمدد الحويصلي في الجزء الضيق من أنبوب فالوب بسبب الالتهاب باسم التهاب برزخ البوق العَقِد (بالإنجليزية: salpingitis isthmica nodosa). وقد يؤدي إلى انسداد أنبوب فالوب، مثل مرض التهاب الحوض والتهاب بطانة الرحم. ويرتبط انسداد أنبوب فالوب بالعقم والحمل خارج الرحم.

### السرطان
يعتبر سرطان قناة فالوب، الذي ينشأ عادة من البطانة الظهارية لأنبوب فالوب، نادرا جدا. وتشير الأدلة الحديثة إلى أنه ربما يمثل جزءا كبيرا من ما تم تصنيفه على أنه سرطان المبيض في الماضي. وفي حين أن سرطان البوق قد يتم تشخيصه خطأ على أنه سرطان المبيض، فقد يكون له القليل من العواقب؛ وذلك لأن علاج كل من سرطان المبيض وسرطان قناة فالوب متماثل.

### الجراحة
ويطلق على الاستئصال الجراحي لأنبوب فالوب استئصال البوق (salpingectomy). وعند إزالة كلا الجانبين يسمى استئصال البوق الثنائي. وتعرف العملية التي تجمع بين إزالة أنبوب فالوب مع إزالة مبيض واحد على الأقل بالإنجليزية salpingo-oophorectomy. بينما تسمى عملية إزالة انسداد أنبوب فالوب برأب البوق (tuboplasty).

## تاريخ
لقد تم تسميتهم بعد اكتشافهم في القرن السادس عشر من قِبَل طبيب التشريح الإيطالي غابرييلي فالوبيو، الذين اعتقد أنهم يشبهون التوبا.

## صور إضافية

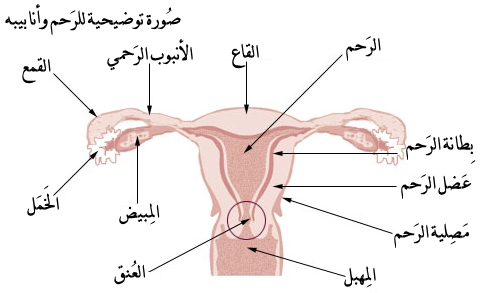
رحم وقناتي فالوب.
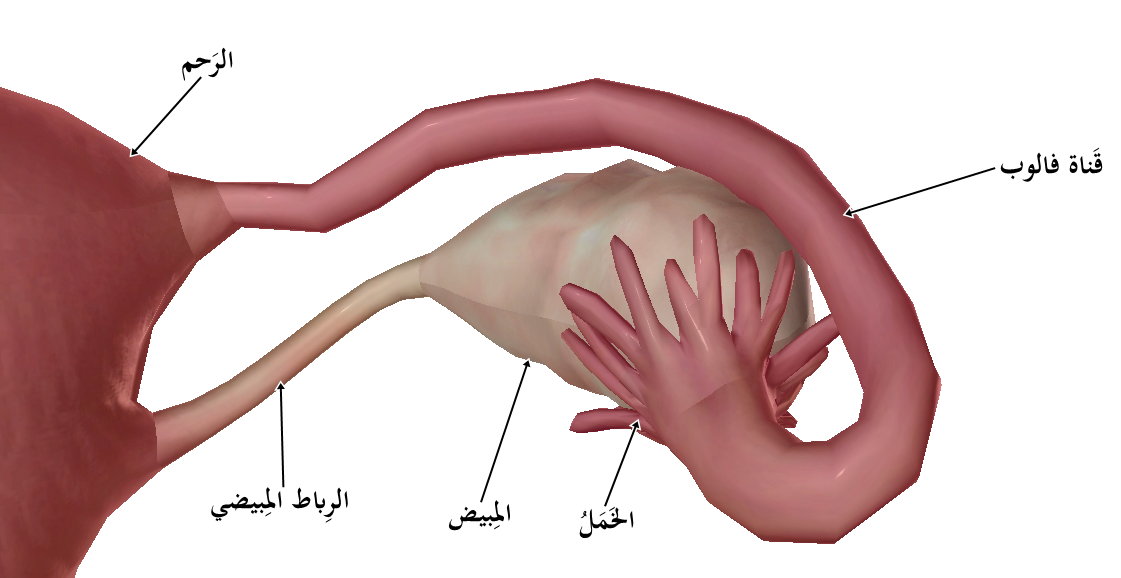
صُورة تُظهر قناة فالوب والرحم والمِبيض والخَمَلُ والرباط المِبيضي.

## الهوامش
«1»:كلمة أمبولة كلمة لاتينية الأصل تَعني القارورة.

## وصلات خارجية
- صور نسيجية: 18501loa — نظام تعلم علم الأنسجة في جامعة بوسطن